# Жендовиці (Олеський повіт)
Жендовиці (пол. Rzędowice, нім. Mühlental) — село в Польщі, у гміні Добродзень Олеського повіту Опольського воєводства.
Населення — 624 особи (2011).
У 1975-1998 роках село належало до Ченстоховського воєводства.

## Демографія
Демографічна структура станом на 31 березня 2011 року:
|          | Загалом | Допрацездатний вік | Працездатний вік | Постпрацездатний вік |
| -------- | ------- | ------------------ | ---------------- | -------------------- |
| Чоловіки | 300     | 53                 | 212              | 35                   |
| Жінки    | 324     | 74                 | 181              | 69                   |
| Разом    | 624     | 127                | 393              | 104                  |